# Labrujó
Labrujó ist ein Ort und eine ehemalige Gemeinde (Freguesia) im nordportugiesischen Kreis Ponte de Lima der Unterregion Minho-Lima. Die Gemeinde hatte 129 Einwohner (Stand 30. Juni 2011).
Am 29. September 2013 wurden die Gemeinden Labrujó, Rendufe und Vilar do Monte zur neuen Gemeinde Labrujó, Rendufe e Vilar do Monte zusammengeschlossen.